# 福島安太
福島 安太（ふくしま やすた、1887年（明治20年）5月2日 - 没年不明）は、大正から昭和時代前期の台湾総督府官僚。

## 経歴・人物
広島県出身。
台東庁新港郡守を経て、1939年（昭和14年）2月に同庁台東郡守に転じ、1942年（昭和17年）4月、台南州東石郡守に就任した。